# Maths + English
Albums de Dizzee Rascal
Showtime
(2004) Tongue n' Cheek
(2009)
Singles
1. Sirens
Sortie : 21 mai 2007
2. Pussyhole
Sortie : 30 juillet 2007
3. Flex
Sortie : 19 novembre 2007

Maths + English est le troisième album de Dizzee Rascal sorti le 4 juin 2007 sur le label XL Recordings au Royaume-Uni et Matador Records aux États-Unis.

## Liste des titres
| No  | Titre                              | Durée |
| --- | ---------------------------------- | ----- |
| 1.  | World Outside                      | 3:08  |
| 2.  | Pussyole (Old Skool)               | 3:28  |
| 3.  | Sirens                             | 3:30  |
| 4.  | Where's da G's (featuring UGK)     | 4:54  |
| 5.  | Paranoid                           | 2:37  |
| 6.  | Suk My Dick                        | 2:59  |
| 7.  | Flex                               | 3:31  |
| 8.  | Da Feelin                          | 3:57  |
| 9.  | Bubbles                            | 3:30  |
| 10. | Excuse Me Please                   | 3:40  |
| 11. | Hardback (Industry)                | 4:11  |
| 12. | Temptation (featuring Alex Turner) | 2:34  |
| 13. | Wanna Be (featuring Lily Allen)    | 3:24  |
| 14. | U Can't Tell Me Nuffin'            | 3:31  |

| 15. | G.H.E.T.T.O.                | 3:26 |
| 16. | Driving with Nowhere to Go  | 3:57 |
| 17. | Where's da G's (El-P remix) | 4:38 |

| 15. | Dean | 2:32 |